# Риџ Вуд Хајтс (Флорида)
Риџ Вуд Хајтс (енгл. Ridge Wood Heights) насељено је место без административног статуса у америчкој савезној држави Флорида.

## Демографија
По попису из 2010. године број становника је 4.795, што је 233 (-4,6%) становника мање него 2000. године.
| Група             | 2000.         | 2010.         |
| Белци             | 4.677 (93,0%) | 4.150 (86,5%) |
| Афроамериканци    | 39 (0,8%)     | 76 (1,6%)     |
| Азијати           | 48 (1,0%)     | 73 (1,5%)     |
| Хиспаноамериканци | 216 (4,3%)    | 408 (8,5%)    |
| Укупно            | 5.028         | 4.795         |